# 莒县路
莒县路是中华人民共和国山东省青岛市市南区的一条南北向道路，也是全市最早建成的一批道路之一。该路连接广西路与湖南路。

## 概况
莒县路建于1899-1901年间，属于德占时期最早建成的一批道路，以时任德国海军部国务秘书阿尔弗雷德·冯·提尔皮茨之名定名为提尔皮茨街（德語：Tirpitzstraße，旧汉译：题壁街）。1914年日军占领青岛后改名为曙町（日语：／）。1922年北洋政府接收青岛后于次年改为现名。
莒县路长度仅122米，为德占时期规划的通往总督府广场的六条放射状道路之一，与之对称的是日照路。道路两侧多为德占时期建筑。行道树全部为银杏树。

## 周边历史建筑介绍

### 馥香洋行旧址
莒县路1号位于莒县路北端，莒县路湖南路路口西侧，建于1900-1901年间，最初为德国商人弗朗茨·兰纳（Franz Laengner）与马丁·兰纳（Martin Laengner）兄弟开设的馥香洋行及其住宅，馥香洋行经营进出口业务及位于黄岛的一处砖瓦厂。该建筑现为市南区一般不可移动文物。

### 莒县路3号
莒县路3号为一栋二层住宅楼，约建于1903年，与湖南路20-22号同属一个地块，最初为罗达利洋行经理卡尔·魏斯（Carl Weiss）建造的住宅楼，后来卖给商人克里斯蒂安·布洛（Christian Buroh）。1910年代时，布洛的登记住址位于该楼。1914年青岛战役后，布洛被日军俘虏。该楼现为民宅。
- 德占时期的莒县路北端、湖南路路口，中央为馥香洋行，左侧为毛利公司、橡树饭店等建筑，右侧为魏斯住宅
- 馥香洋行旧址，2019年12月
- 广西路莒县路路口附近，1903年，照片中央为接近建成的莒县路3号，右侧为广西路11号祥福洋行公寓
- 莒县路3号现貌，2016年11月

### 莒县路5-7号
莒县路5号（院门）、7号为一栋三层住宅楼，可能建于1940年代以后。

### 胶澳皇家邮政局旧址
莒县路南端、莒县路广西路路口西侧为安徽路5号（广西路21号）胶澳皇家邮政局旧址，建于1900-1901年，由广包公司（F. H. Schmidt）承建，最初为罗达利洋行（Kiautschau-Gesellschaft mbH.）的地产，建成时由胶澳皇家邮政局租用一楼为邮局营业厅，1910年，邮局买下整栋建筑。该建筑自建成后长期作为邮电局使用，1914年后先后为日军野战邮便局、青岛邮便局、青岛邮便局佐贺町局、胶澳邮务第一支局及胶澳中华电报局、青岛市邮电局、中国网通青岛分公司客户服务中心。现产权属于中国联通青岛分公司，2009年至2010年楼体翻修后，联通于2010年11月在此开设了青岛邮电博物馆。该建筑现为青岛市文物保护单位。

### 毛利公司及住宅旧址
莒县路2号位于莒县路北端、莒县路湖南路路口东侧，始建于1902年，最初为德国人弗朗茨·克萨维尔·毛勒（Franz Xaver Mauerer）创办的建筑公司毛利公司的办公兼住宅楼.1924年，胶澳商埠公立通俗图书馆设立于此，1930年代改为青岛市立图书馆，1950年迁出此处，后来发展为青岛市图书馆。该楼现为青岛市历史优秀建筑。
- 自观海山俯瞰莒县路一带，1902年9月，最左侧可见正在建造的毛利公司，其右侧可见橡树饭店、馥香洋行等建筑
- 毛利公司旧址，2016年1月
- 橡树饭店旧貌，1900年代
- 橡树饭店旧址现貌，2016年1月

### 橡树饭店旧址
莒县路4号建于1900-1901年，最初为德国建筑商约瑟夫·贝尔曼（Joseph Beermann）建造的公寓。1902年，橡树饭店（Restaurant zur Eiche）在此开设，该饭店多次易手，曾改名为普绍尔啤酒餐厅（Restaurant zum Pschorrbräu）。据称该建筑1930年代曾为志波医院，院长为日本人志波叙逸，1945至1949年间曾为青岛市卫生局所在地。该楼现为市南区一般不可移动文物。

### 广西路15号祥福洋行公寓
莒县路南端、莒县路广西路路口东侧的广西路15-17号原址最初有一栋由祥福洋行于1903-1904年建设的商住建筑，1993年拆除。
- 民国时期的莒县路广西路路口东侧，中央为广西路15号，左侧可见莒县路3号、莒县路1号、胶澳皇家法院旧址等建筑
- 莒县路广西路路口西侧的皇家邮局，1910年代
- 皇家邮局旧址，2016年1月